# Double messieurs de tennis aux Jeux olympiques d'été de 2000
Résultats détaillés du double messieurs de tennis aux Jeux olympiques d'été de Sydney.

## Double messieurs

### Finales
|               | Date     | Nom et lieu du tournoi | Dot. | Surf.      | Vainqueur                        | Finaliste                        | Score              |
| Finale        | 19/09/00 | Olympic Games Sydney   | 0 $  | Dur (ext.) | Sébastien Lareau · Daniel Nestor | Todd Woodbridge · Mark Woodforde | 5-7, 6-3, 6-4, 7-6 |
| Petite finale | 19/09/00 | Olympic Games Sydney   | 0 $  | Dur (ext.) | Àlex Corretja · Albert Costa     | David Adams John-L. De Jager     | 2-6, 6-4, 6-3      |

## Source
- (en) [PDF] Document ITF : tous les tableaux détaillés de toutes les épreuves